# آمریگو پارادیزو
آمریگو پارادیزو (انگلیسی: Amerigo Paradiso؛ زادهٔ ۲۲ مارس ۱۹۶۲) بازیکن فوتبال اهل ایتالیا است.
از باشگاه‌هایی که در آن بازی کرده‌است می‌توان به باشگاه فوتبال اینتر میلان، باشگاه فوتبال ترنانا، باشگاه فوتبال فوجا، باشگاه فوتبال بولونیا، باشگاه فوتبال روبور سیه‌نا، باشگاه فوتبال رجانا، باشگاه فوتبال ساسولو، باشگاه فوتبال آولینو، و باشگاه فوتبال اسپال اشاره کرد.